# Eucera pagosana
Eucera pagosana är en biart som först beskrevs av Cockerell 1925.  Eucera pagosana ingår i släktet långhornsbin, och familjen långtungebin. Inga underarter finns listade i Catalogue of Life.